# 宮坂信之
宮坂 信之（みやさか のぶゆき、1947年〈昭和22年〉9月18日 - ）は、日本の医学者。東京医科歯科大学名誉教授、同大学医学部附属病院元病院長。専門は膠原病内科学、臨床免疫学。大阪大学免疫学フロンティア研究センター招へい教授である宮坂昌之は双子の兄に当たる。

## 経歴
- 長野県上田市出身[3]。長野県上田高等学校へ進学し、中学時代から始めた剣道ではインターハイ出場を果たした[3]。
- 1973年（昭和53年）東京医科歯科大学医学部卒業後、同大学第一内科へ入局[4]。
- 1979年（昭和54年）カリフォルニア大学医学部へ留学。
- 1981年（昭和56年）テキサス大学医学部に留学[4]。
- 1986年（昭和61年）東京女子医科大学リウマチ痛風センター助教授。
- 1989年（平成元年）東京医科歯科大学難治疾患研究所教授。
- 1995年（平成07年）東京医科歯科大学第一内科教授。
- 2001年（平成13年）東京医科歯科大学膠原病リウマチ内科教授。
- 2008年（平成20年）東京医科歯科大学副学長。
- 2011年（平成23年）東京医科歯科大学医学部附属病院長[5]。
- 2018年（平成30年）厚生労働省専門家会議座長[6]。

## 受賞歴
- 1989年 日本リウマチ学会賞[4]
- 2001年 ノバルティスファーマ・リウマチ賞[4]
- 2008年 日本リウマチ友の会賞[4]

## 著作
- 『新版　膠原病がわかる本』法研、2007、ISBN 9784879546982
- 『ステロイド薬がわかる本』法研、2008、ISBN 4879546909

## 所属団体
- 日本リウマチ学会理事長（2009年 -）
- 日本炎症・再生医学会理事長（2006年 -）
- 厚生労働省自己免疫疾患調査研究班班長[7]
- 文部科学省科学研究費部会専門委員[8]